# 大和雪原
大和雪原（日语：大和雪原）是由日本南极探险家白濑矗命名的一块南极区域，但是并未被国际社会广泛使用。

## 发现并命名

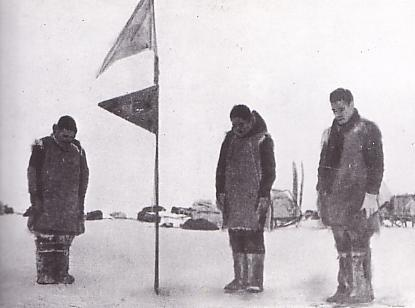
大和雪原

1912年1月，白濑矗等人乘坐开南丸靠近罗斯冰架，他们在鲸湾附近的一个小海湾（白濑矗将其命名为开南湾）停泊并在附近建设据点。1月20日，四名队员向着南极点出发，但他们最终只到达了南纬80度05分西经156度37分，白濑矗就在这个地方升旗日本国旗，并将此地命名为大和雪原，并宣称日本拥有主权。
二战之后，日本根据旧金山和约第二条放弃了对大和雪原的主权。